# Потулицкие
Потулицкие (пол. Potulicki) — графский род.
Свидетельство Депутации Сената Царства Польского от 19 июня 1825 года № 226 на графское достоинство Каспара Потулицкого хранилось в гербовом Отделении Департамента Герольдии Правительствующего Сената.
Высочайше утвержденным 5 июня 1852 года мнением Государственного Совета Каспар-Петр-Александр Потулицкий (1792—1853) утвержден с его законным потомством по прямой линии в графском достоинстве (на основании привилегии польского короля Августа III от 15 Марта 1757 года, в которой Боржеховский староста Александр-Илларион Потулицкий (пол. Aleksander HilaryPotulicki, ?—1780) именован графом и кабинетного рескрипта прусского короля Фридриха II от 28 апреля 1780 года о дозволении Михаилу-Бонавентуре-Игнатию Потулицкому (1756—1806) пользоваться графским титулом).

## Описание герба
В золотом поле красная о трех башнях стена, с раскрытыми воротами.
Щит увенчан графской короной и дворянским коронованным шлемом, над которым павлиний хвост, обремененный тремя красными башнями (герб Grzymała). Данное описание герба не является Высочайше утвержденным.